# Caraxinos
Caraxinos (Charaxini) é uma tribo de insetos da ordem Lepidoptera, família Nymphalidae e subfamília Charaxinae, classificada por Achille Guénée no ano de 1865 e restrita às regiões do sul da Europa, África subsariana, região indo-malaia e Oceania. Estas vistosas espécies de borboletas já estiveram incluídas em dois gêneros durante o século XX: Charaxes e Polyura; porém um estudo de sequenciamento de DNA do ano de 2009, Out of Africa again: A phylogenetic hypothesis of the genus Charaxes (Lepidoptera: Nymphalidae) based on five gene regions, de Kwaku Aduse-Poku, Eric Vingerhoedt e Niklas Wahlberg, fundiu Polyura com Charaxes e concluiu que o gênero da monotípica tribo Euxanthini Rydon, 1971 (Euxanthe), apesar de suas diferenças morfológicas, deveria se agrupar filogeneticamente com os demais Charaxini, em Charaxes. Um segundo estudo, do ano de 2015, Comparative molecular species delimitation in the charismatic Nawab butterflies (Nymphalidae, Charaxinae, Polyura), dos cientistas Emmanuel F. A. Toussaint, Jérôme Morinière, Chris J. Müller, Krushnamegh Kunte, Bernard Turlin, Axel Hausmann e Michael Balke, questionou o estudo de 2009, afirmando que "investigações filogenéticas moleculares do grupo revelaram uma afiliação de parente próximo dentro dos clados de Charaxes, apesar da falta de evidências morfológicas. Apesar de algumas sugestões taxonômicas, a sistemática de Charaxes e seus parentes dos gêneros Euxanthe e Polyura permanece contenciosa. Isto é. É provável que Charaxes represente uma série parafilética complexa".

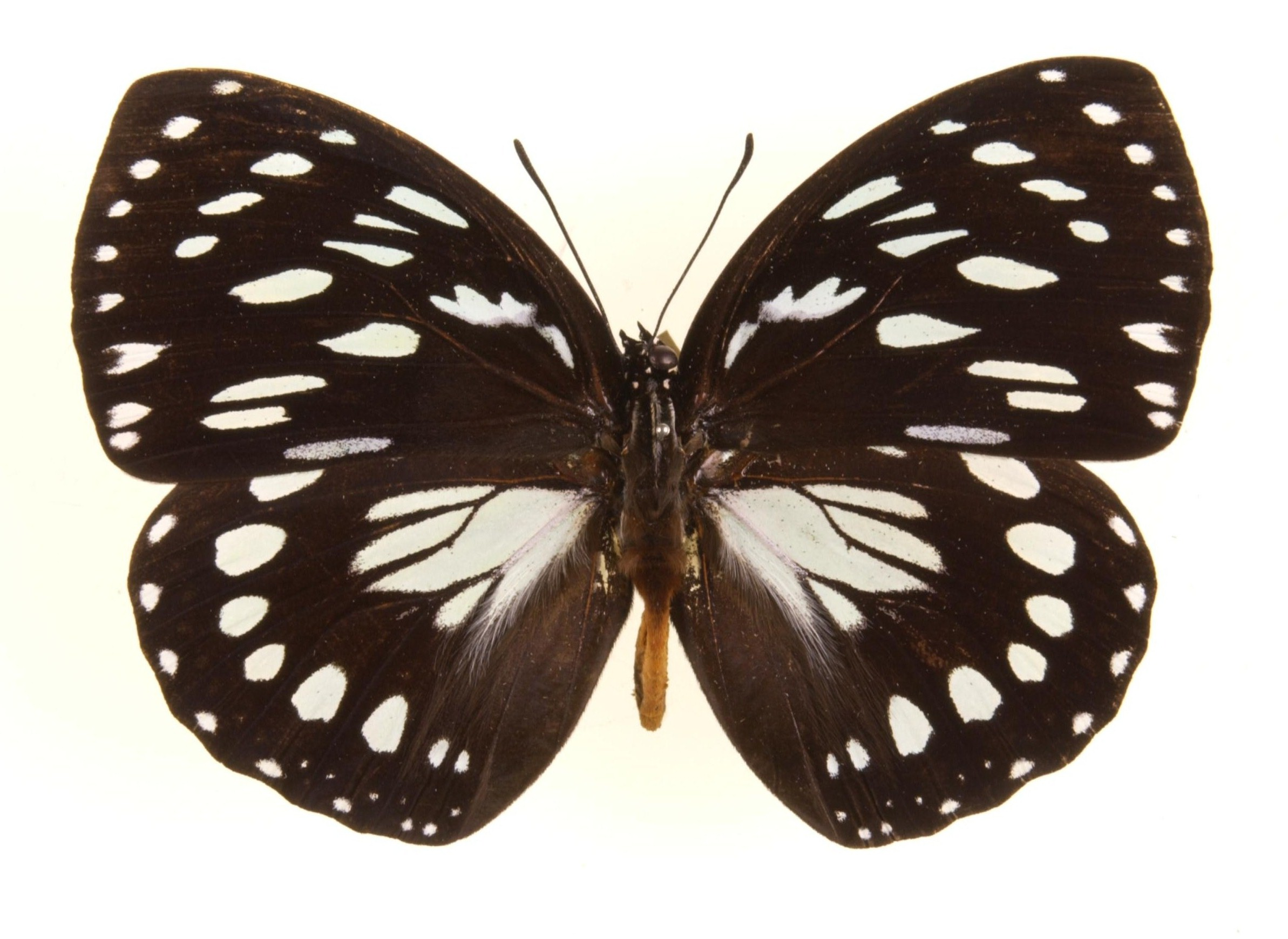
Euxanthe, o único gênero da tribo Euxanthini, colocada dentre os Charaxini no início do século XXI, no gênero Charaxes. Aqui Euxanthe eurinome ( = Charaxes eurinome), espécie-tipo do gênero.
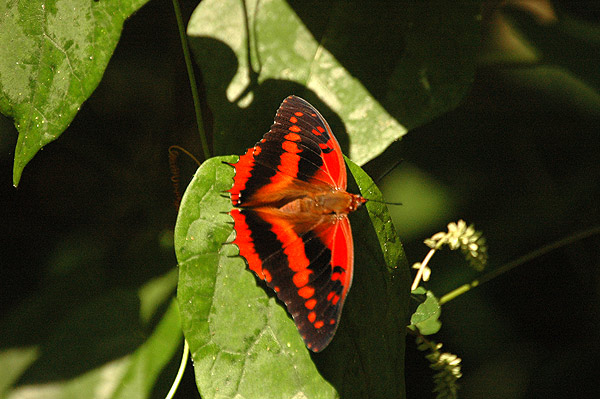
Fotografia de Charaxes cynthia, cujo tipo nomenclatural fora coletado em Axânti (Gana).
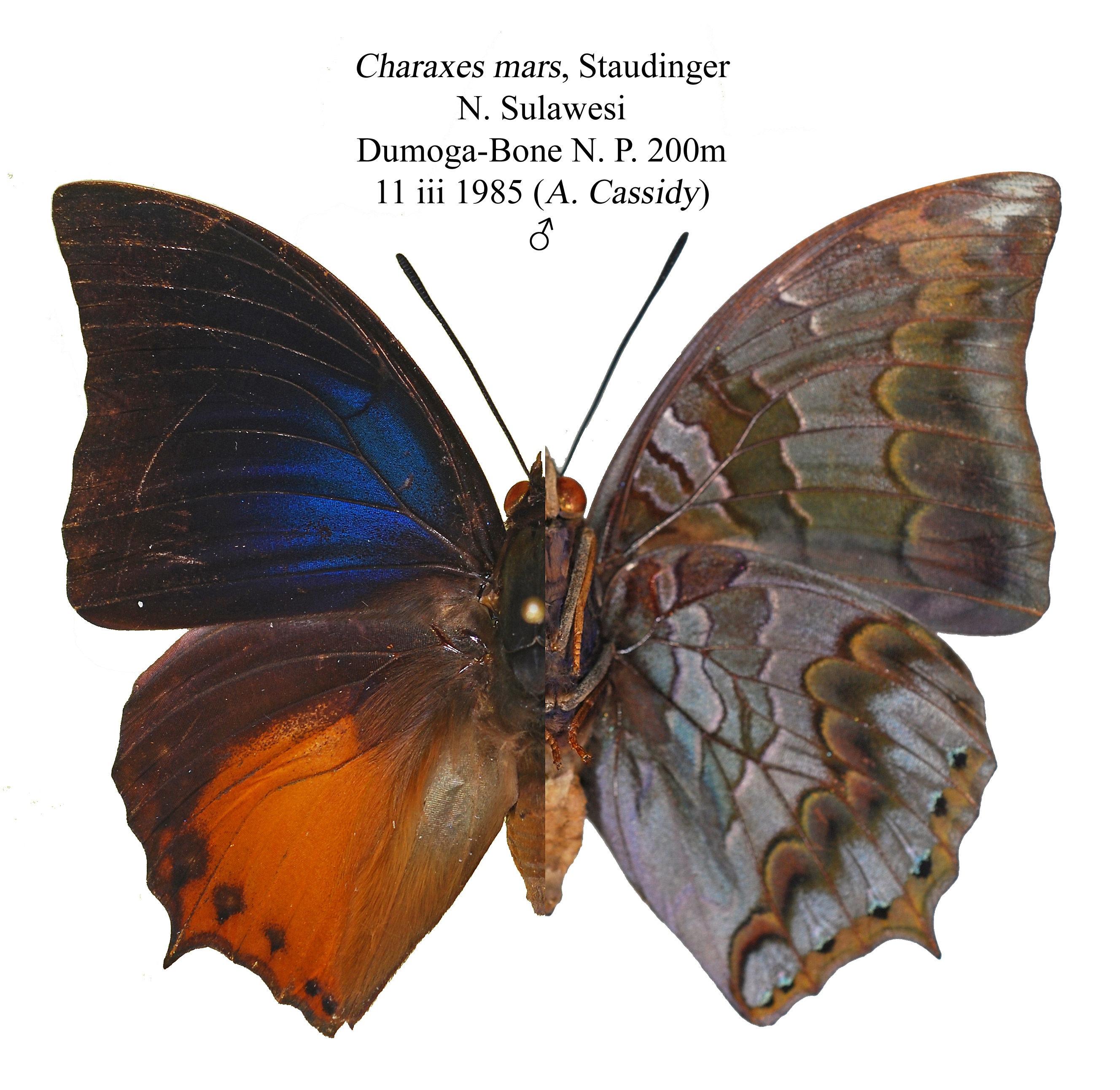
Vista superior (asa esquerda) e inferior (asa direita) do macho de Charaxes mars, cujo tipo nomenclatural fora coletado na península Minahassa (Celebes).
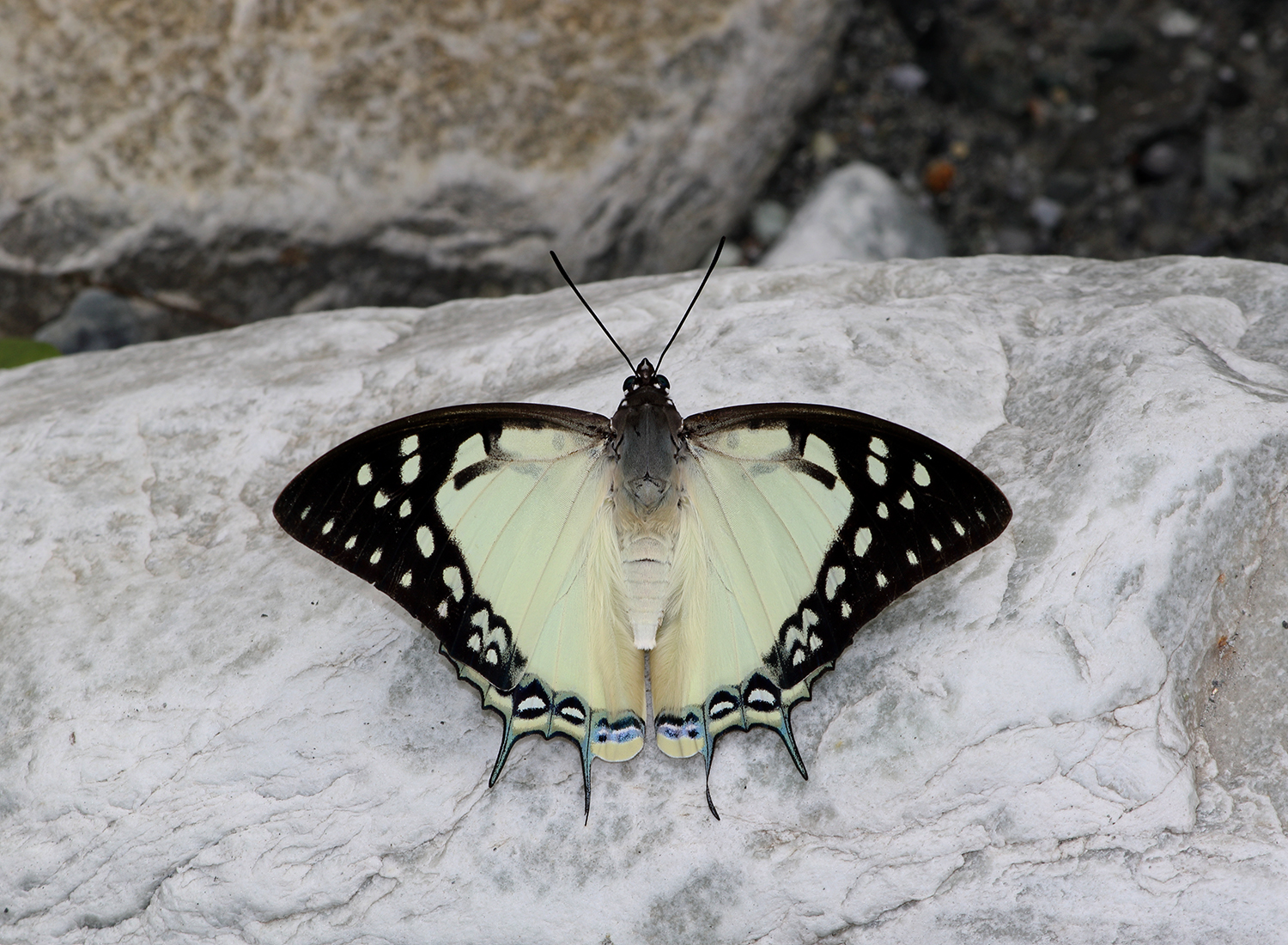
Vista superior do macho de Polyura eudamippus ( = Charaxes eudamippus), cujo tipo nomenclatural fora coletado em Sylhet (Bangladesh).

## Dimorfismo sexual
O dimorfismo sexual ocorre nesta tribo; as fêmeas geralmente são maiores que os machos e muitas delas exibem coloração mais pálida ou faixas brancas nas asas que não estão presentes nos machos. Alguns machos de Charaxes têm apenas uma cauda, enquanto as fêmeas têm duas caudas.

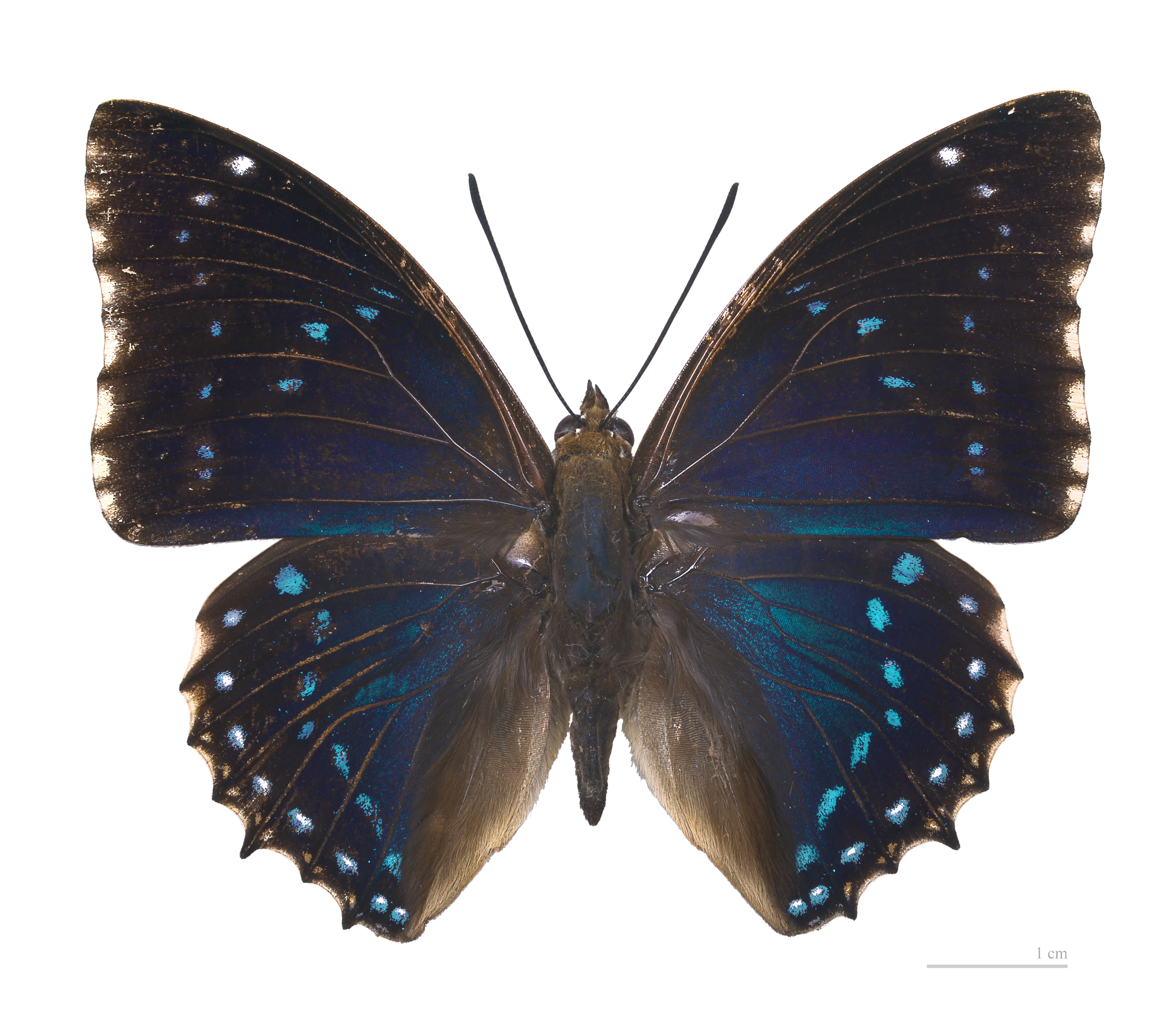
Vista superior do macho de C. numenes, cujo tipo nomenclatural fora coletado em Serra Leoa.
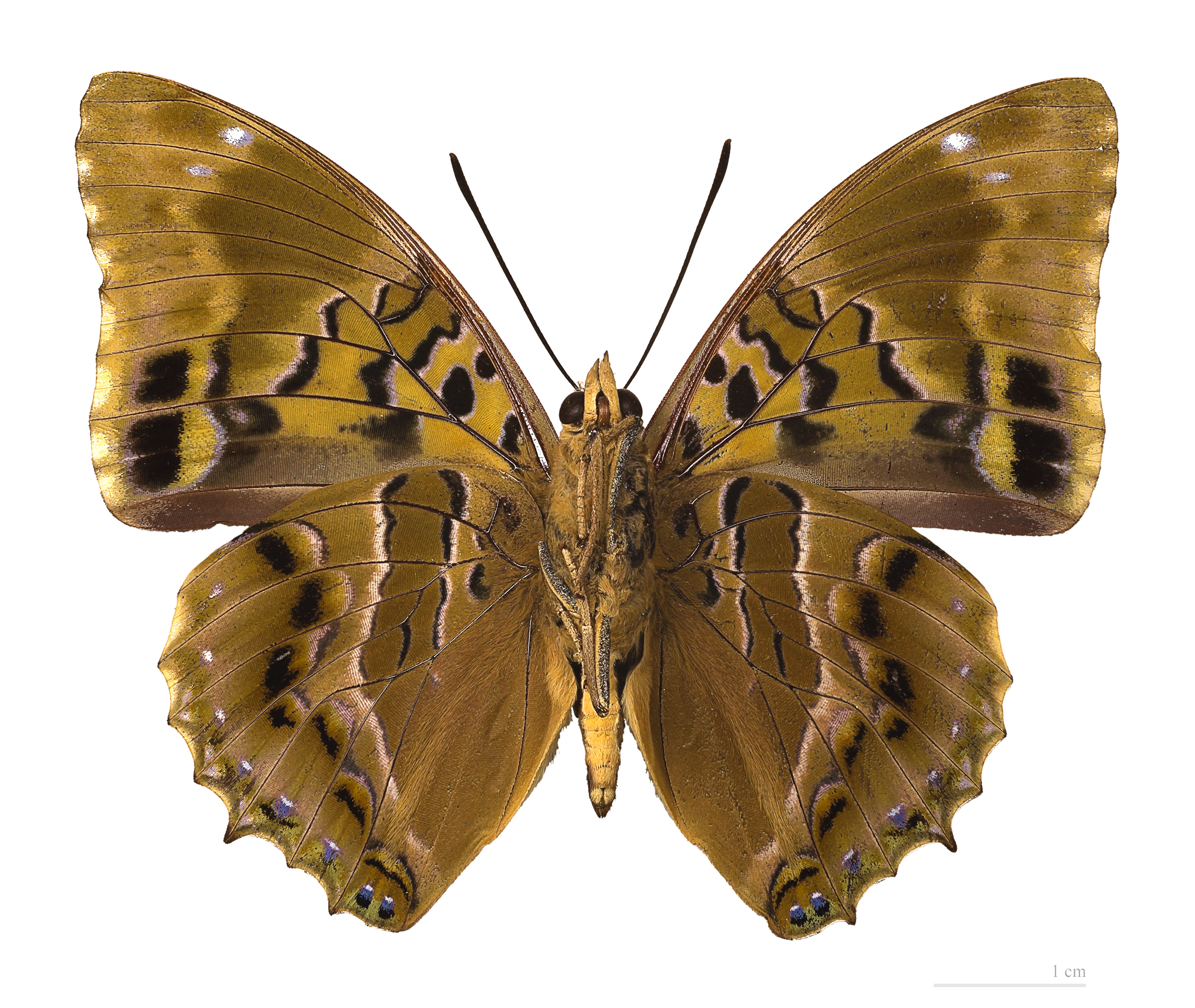
Vista inferior do macho de C. numenes.
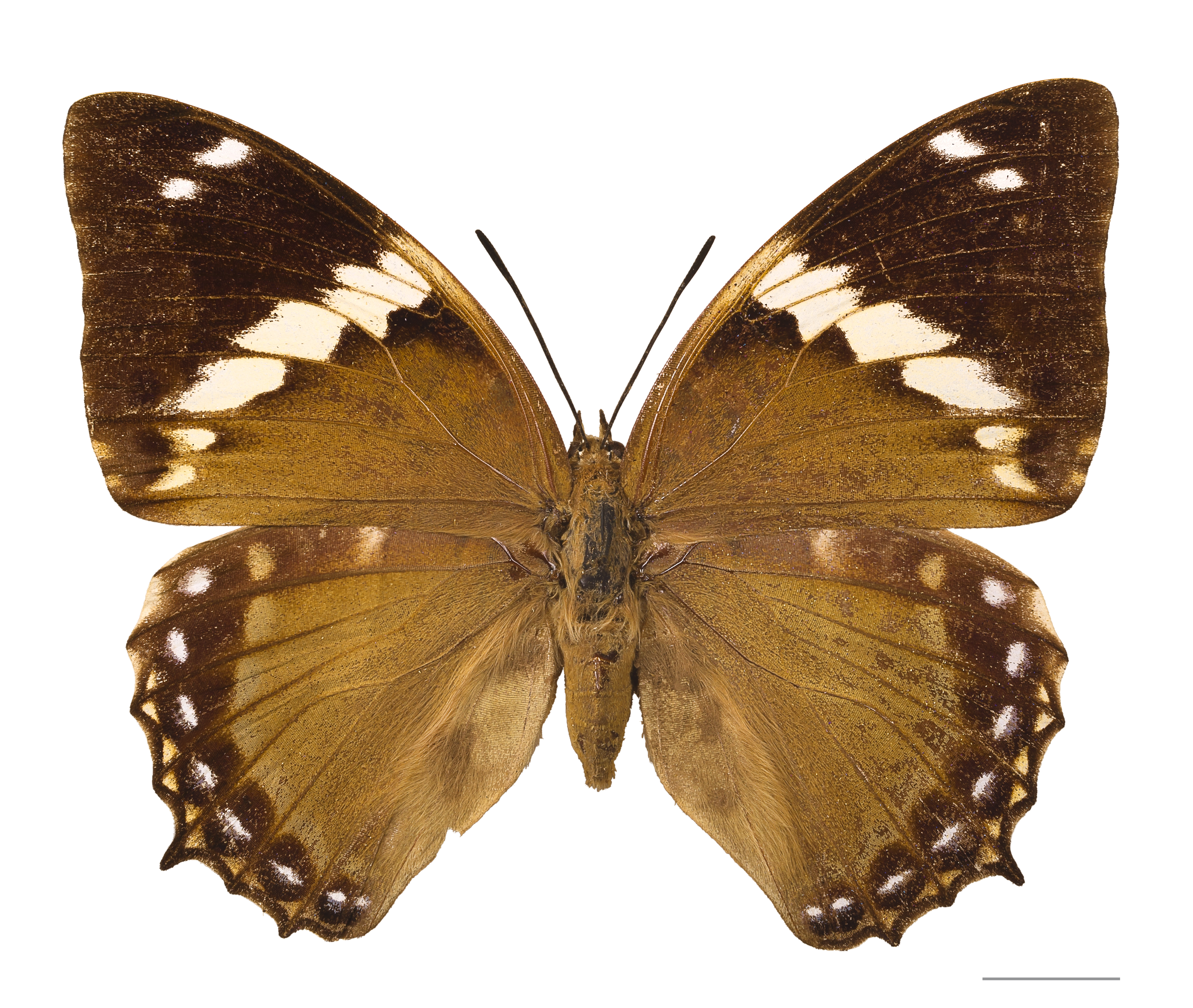
Vista superior da fêmea de C. numenes.
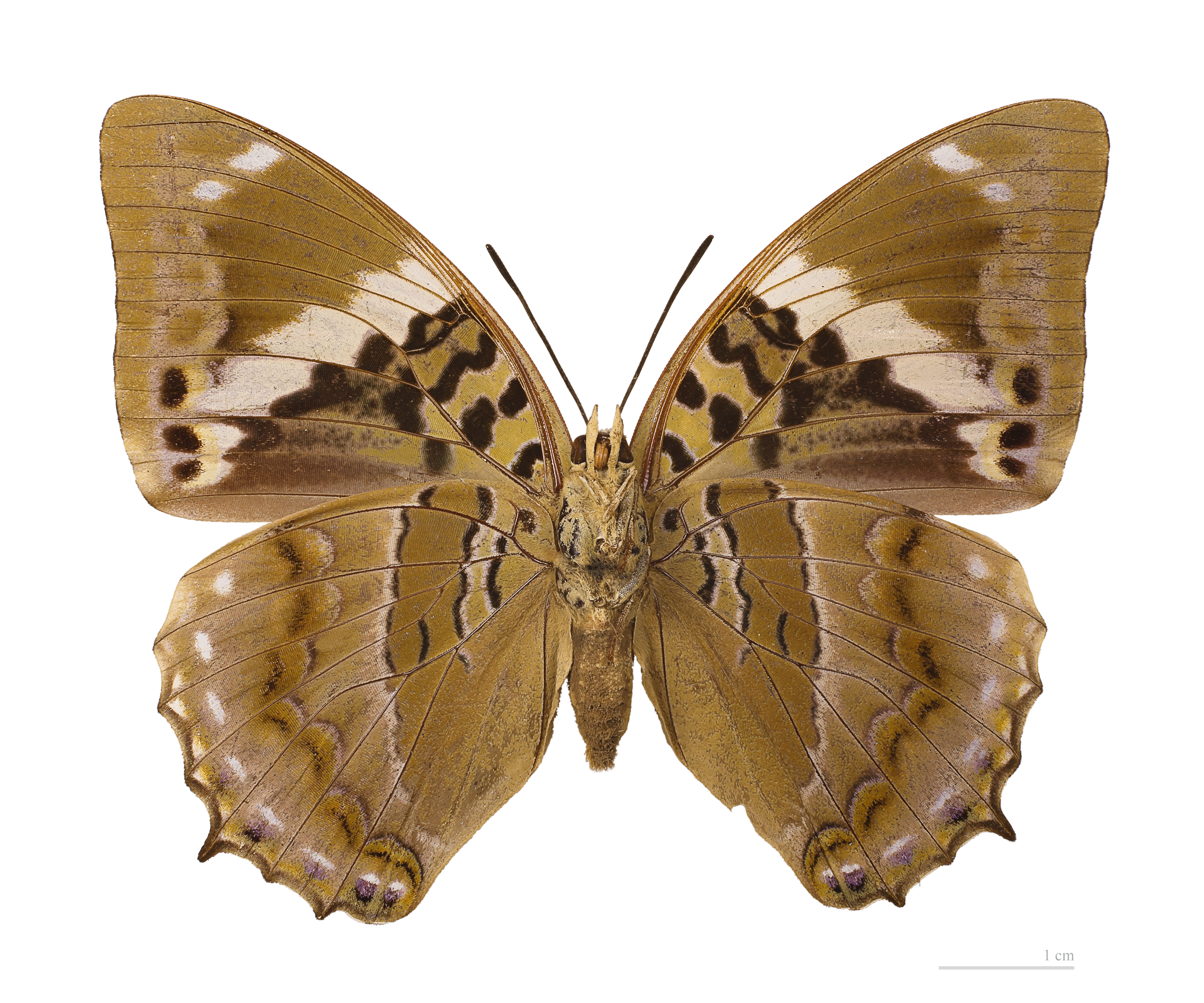
Vista inferior da fêmea de C. numenes.

## Gêneros de Charaxini
- Charaxes Ochsenheimer, 1816 (espécie-tipo: Charaxes jasius (Linnaeus, 1767))[2]
- Euxanthe Hübner, [1819] (espécie-tipo: Euxanthe eurinome (Cramer, [1775]))[9]
- Polyura Billberg, 1820 (espécie-tipo: Polyura pyrrhus (Linnaeus, 1758))[5]

Se novos estudos filogenéticos sustentarem a hipótese de 2009; a tribo Charaxini se torna uma tribo de gênero monotípico (Charaxes).